# تاکاشی سوگیورا
تاکاشی سوگیورا (انگلیسی: Takashi Sugiura؛ زادهٔ ۳۱ مهٔ ۱۹۷۰) ورزشکار هنرهای رزمی ترکیبی و کشتی‌گیر کشتی حرفه‌ای اهل ژاپن است.